# كارل فولك
كارل فولك (بالألمانية: Karl Volk)‏ (و. 1896 – مارس 1961 م) هو صحفي ألماني، ولد في جوفكفا، توفي في نيويورك.